# Воронжа (село)
Воронжа́ — село в Серышевском районе Амурской области России. Входит в состав Большесазанского сельсовета.

## География
Село Воронжа стоит в 4 км от левого берега реки Зея, в окружении пойменных озёр.
Дорога к селу Воронжа идёт на юг от административного центра Большесазанского сельсовета села Большая Сазанка, расстояние — 4 км.
Расстояние до районного центра посёлка Серышево — 24 км (через Большую Сазанку и Ударное).

## Население
| 2002 | 2010 | 2012 | 2013 | 2014 | 2015 | 2016 |
| ---- | ---- | ---- | ---- | ---- | ---- | ---- |
| 77   | ↘42  | ↗43  | ↗45  | ↗49  | ↗54  | ↗56  |
| 2017 | 2018 |      |      |      |      |      |
| ↘54  | ↘49  |      |      |      |      |      |

## Улицы
В селе имеется одна улица — Центральная.